# كنيسة بئر يعقوب
كنيسة بئر يعقوب هي كنيسة بُنيت في القرن الرابع عشر الميلادي بالقرب من منطقة بلاطة التاريخية في نابلس وتحتوي على بئر يعقوب ويُسمى أيضاً ببئر السامرية.

## الموقع
تقع الكنيسة على بعد 76 متراً من تل بلاطة في الجزء الشرقي من مدينة نابلس، ويمكن الوصول للبئر الذي يبلغ عمقه 41 متراً عن طريق الدخول للكنيسة الموجودة على أرض الدير ونزول الدرج إلى سردابٍ يحوي البئر الذي يصحبه ونش صغيرة ودَلو وأيقونات والكثير من الشموع.

## التسمية والأهمية الدينية

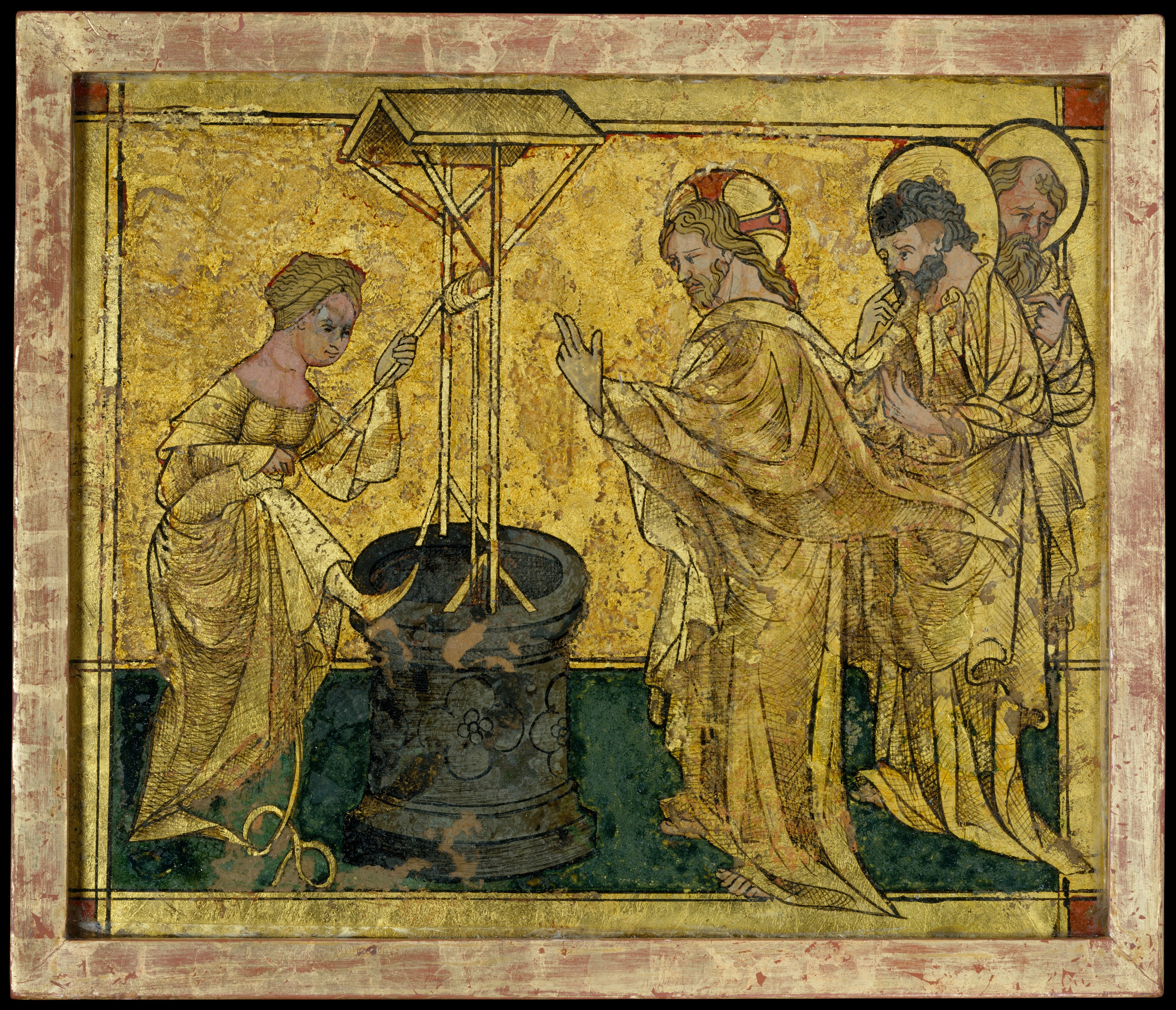
صورة للمسيح والمرأة السامرية عند البئر.

تسمية الكنيسة ترجع إلى اسم البئر نفسه، ففي سفر التكوين الإصحاح 33:18-20، ينص على أنه عندما عاد يعقوب إلى شخيم وَخَيَّمَ أمام المدينة، اشترى الأرض التي نصب عليها خيمته وأقام مذبحاً، ويؤكد علماء الكتاب المقدس أن قطعة الأرض هي نفسها التي شُيّد عليها بئر يعقوب.
أما الأهمية الدينية لكنيسة بئر يعقوب فتعود لكونها الكنيسة التي بنُيت على الأرض التي وطئتهما قدما السيد يسوع المسيح، ويُعتقد أن المسيح شرب من هذا البئر عند مروره بالسامرة في طريقه من القدس إلى الجليل، ففي العهد الجديد في إنجيل القديس يوحنا الإصحاح 4: 5-6 "يقول: فأتى إلى مدينة من السامرة يقال لها سوخار بقرب الضيعة التي أعطاها يعقوب ليوسف ابنه، وكان هناك عين يعقوب." ويكمل الإنجيل في وصف الحوار الذي دار بين السيد المسيح والمرأة السامرية عندما كان السيد المسيح يأخذ قسطاً من الراحة بعد تعب السير وطلب منها أن تعطيه ماءً ليشرب، ومن الجدير بالذكر أن جرَّة الماء التي كانت تحملها المرأة السامرية لا تزال حتى الآن موجودة في الكنيسة.

## تاريخ
يروي التاريخُ قصة صراع طويل في سبيل بناء والحفاظ على كنيسة بئر يعقوب التي يعود تاريخها إلى أكثر من أربعة آلاف سنة:
- أول مرة بنيت فيها كان على زمن القديسة هيلانة في القرن الرابع، والتي قامت ببناء 365 كنيسة في فلسطين، ولكن ما لبثت أن هدمت في القرن الخامس على يد أصحاب الثورة السامرية في نابلس في يوم عيد العنصرة حيث قُتل أول مطران لنابلس واثني عشرة كاهناً و11000 مسيحياً واستولوا على الكنيسة.[3]
- كانت المرة الثانية على يد الإمبراطور البيزنطي فلاڤيوس يستنيانوس وسيطر عليها هذه المرة الفرس الذين أيضاً سيطروا على 364 كنيسة أخرى وقتلوا 5000 راهباً.
- المحاولة الثالثة كانت على يد الصليبيين عام 1172م، فهدمت بعد هزيمتهم أمام صلاح الدين الأيوبي في معركة حطين 1175م، ثم في 1860اشترى مطران غزة صفرونيوس الموقع وأرجعه لِلبطريركية الأرثوذكسية المقدسية، وبدأت أعمال البناء مرة أخرى لكن هذه المرة بفعل زلزال أريحا دُمرت الكنيسة في 1927.[6]

### انتهاكات الاحتلال الإسرائيلي
في عام 1979 استشهد قدس الأرشمندريت فيلومينوس الذي كان مسؤولاً عن الكنيسة التي بنيت في 1908 آنذاك وكان بناؤها غير مكتملٍ في ذلك الوقت، حدث مدينة نابلس حين كانت مجموعة إسرائيلية تعتبر بئر يعقوب بنابلس حكراً لها قد قامت بتهديد للشهيد الأب فيلومينوس، والذي ترأس دير بئر يعقوب في ذلك الحين لإجباره على إخلاء الدير، لكنه رفض االرضوخ للتهديدات واستمر في الصمود إلى أن استطاع أحد المتدينين اليهود اغتياله بضربه بالفأس على رأسه فتوفي على الفور، وكان في ذلك هدف بإرهاب الكنيسة الأرثوذكسية ودفعها للتخلي عن بئر يعقوب. مع ذلك، كان رد البطريركية الأرثوذكسية واضحاً بتكليف الأب يوستينوس بحمل رسالة الشهيد فيلومينوس. وتمّ إعلان قداستهِ في 2009، ورفاته إلى الآن موجودةٌ في ركنٍ خاص داخل الكنيسة.

### إعادة افتتاح الكنيسة
بعد استشهاد القديس فيلومينوس، كان الأب يوستينوس وحارس الكنيسة الذي كان قد خدم سابقاً في كنيسة المهد في بيت لحم وبعدها في بيت جالا ثم في طبريا، قد جاء لمدينة نابلس في عام 1980 ووضع هدف استكمال بناء كنيسة بئر يعقوب نصب عينيه مباشرة، إلا أنه لم يكن من المسموح البناء فوق الكنيسة في ذلك الوقت، ولكن بعد موقفه في تزويد سكان المخيم المجاور بالطحين في فترة منع التجول خلال الانتفاضة، قرر الرئيس الراحل ياسر عرفات منحه وسامًا، إلا أن الأب يوستينوس لم يُرِد هذا النوع من التكريم "أنا رَجُلُ دين، ولستُ رَجُلَ سياسة" على حد تعبيره، لكن الرئيس أصر على منحه إياه تقديراً لأعماله، فوجد الكاهن أن الفرصة لطلب أكثر ما يشغل تفكيره، وهو السماح بإعطائه تصريحاً لبناء الكنيسة، والذي حصل عليه، فأعيد افتتاح الكنيسة عام 2008.

## المكانة السياحية
ما تزال جرَّة الماء التي كانت تحملها المرأة السامرية حتى الآن محفوظة في الكنيسة في بيت من الزجاج على أحد الأعمدة ويمكن للزائر أن يراها بوضوح، كما أن جزءًا من جمجمة القديسة فوتيني محفوظةٌ بها داخل بيتٍ من الزجاج أيضاً. وتمتاز الكنيسة ببنائها المذهل مع الرسومات والرموز والتماثيل الدينية التي تُزينها وتعطيها جمالًا مميزاً وفريدًا، وغيرهم الكثير من الآثار المكتشفة في دير بئر يعقوب والتي تعد مصدرًا ثريًا للمعلومات بشأن الحضارات التي مرت عبر المنطقة، كالبئر نفسها، والأرضية الفسيفسائية، وأساسات الكنيسة البيزنطية، التي تُظهر دليلًا على الحياة القديمة التي عاشت بها والعادات والتقاليد التي انبثقت عنها.
يقامُ أيضاً في كنيسة بئر يعقوب قداسٌ احتفاليٌ في الأحد الخامس بعد عيد القيامة من كل عام برئاسة غبطة البطريرك وعدد من المطارنة والكهنة المساعدين وبحضورٍ من مسيحيي المنطقة والحجاج الذين يأتون خصيصاً لأجل هذا الاحتفال السنوي.

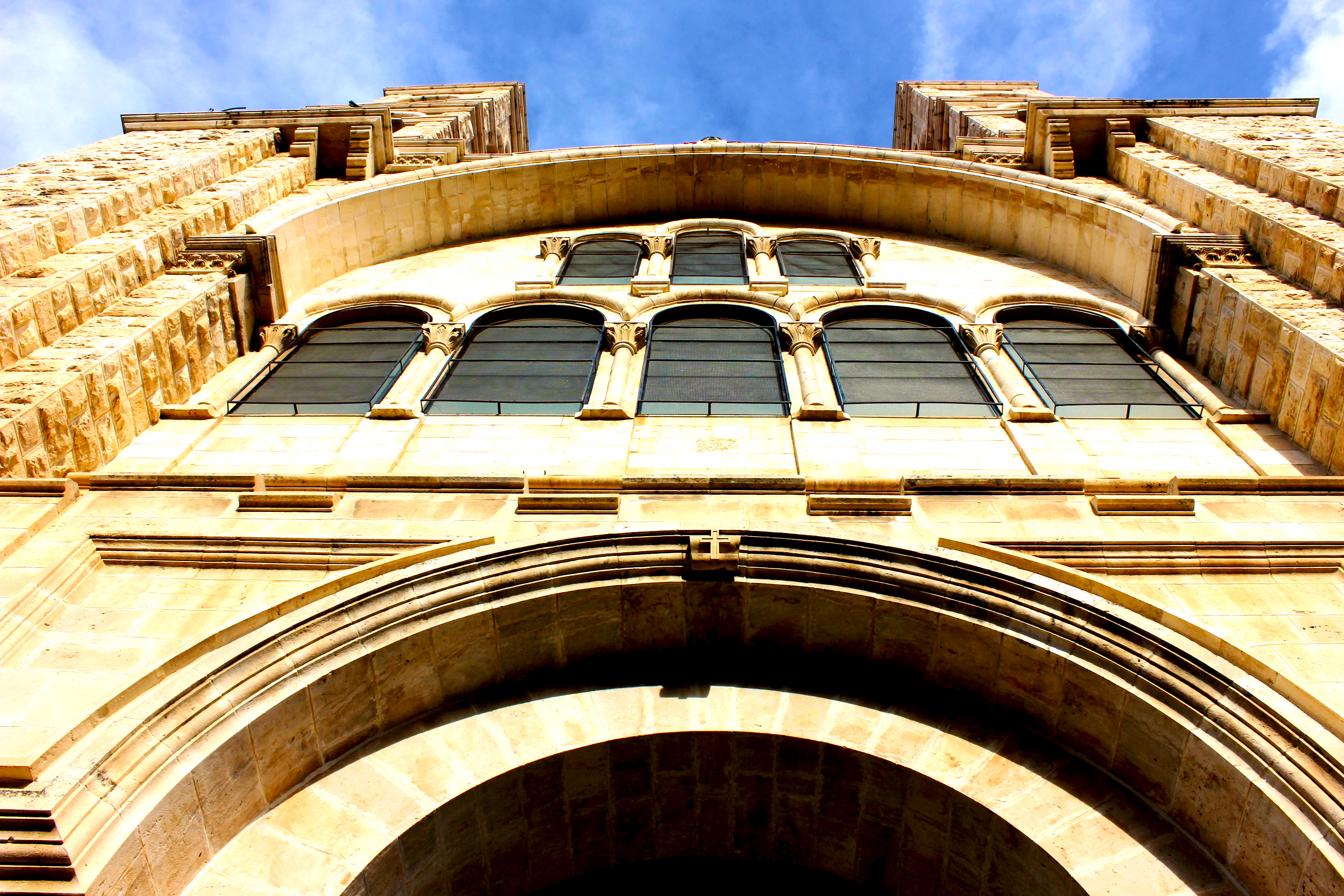
واجهة مدخل كنيسة بئر يعقوب.

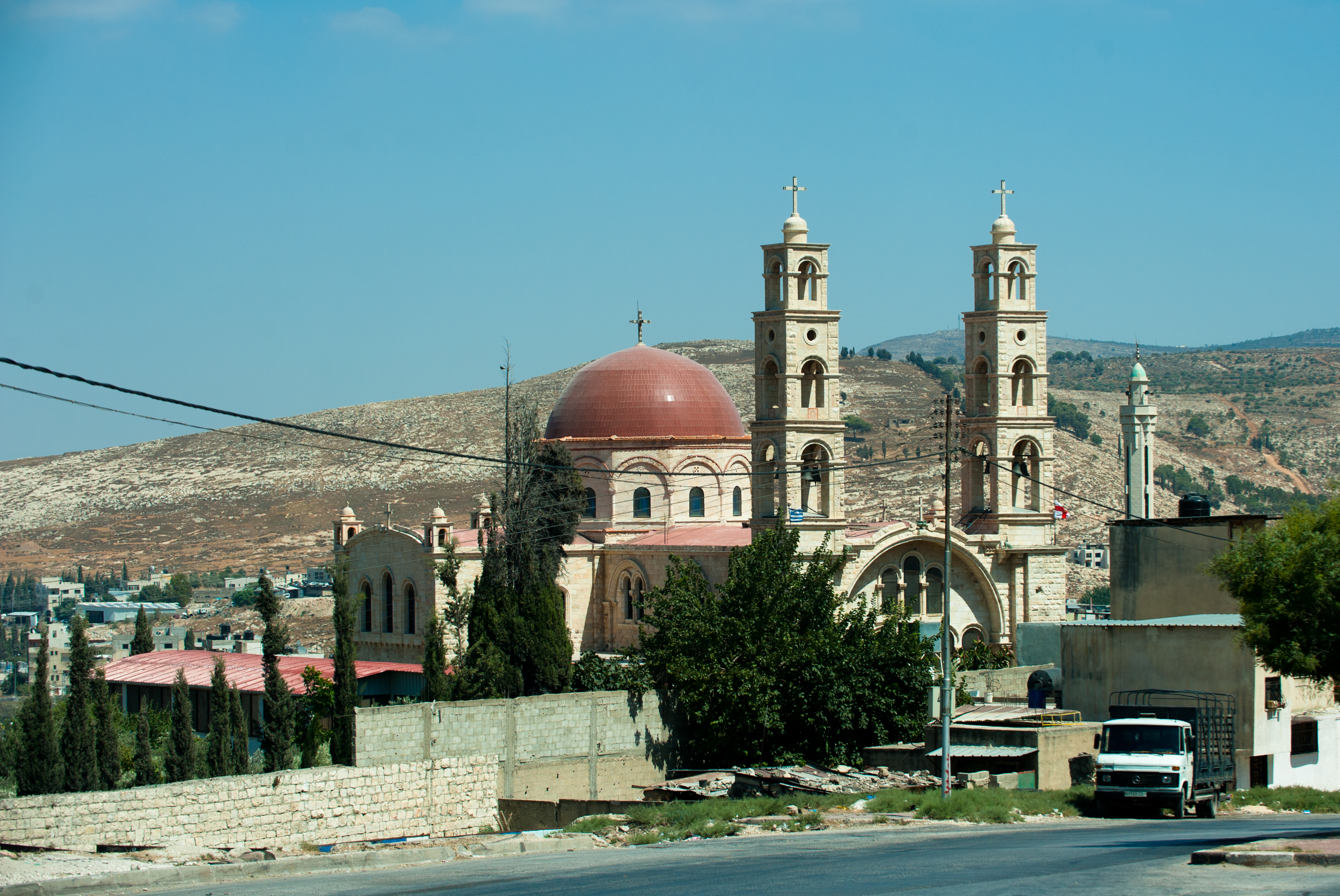
كنيسة بئر يعقوب في نابلس، الضفة الغربية، فلسطين.